# Rho Leonis
Rho Leonis, eller 47 Leonis, är en pulserande variabel av Alfa Cygni-typ (ACYG) i stjärnbilden Lejonet.
Stjärnan varierar mellan visuell magnitud +3,83 och 3,9 med en period av 3,4271 dygn.

## Ockultationer
Rho Leonis blir ibland ockulterad av månen och kan då uppvisa ovanliga ljusvariationer. Dessa har förklarats med att stjärnan kan ha en följeslagare. Följeslagaren skulle vara bara ungefär en magnitud ljussvagare och separerad med 0,01 bågsekunder. Följeslagaren har inte kunnat observeras på något annat sätt fastän den borde vara lätt att upptäcka med moderna metoder.